# Эделиг ап Глиуис
Эделиг ап Глиуис (валл. Edelig ap Glywys; V век) — правитель Эделигиона с 480 года.

## Биография
Эделиг — сын короля Глиуиса ап Солора и Гваул верх Кередиг.
При разделе наследства Глиуиса Эделигу досталась самая восточная часть Гливисинга, названная по его имени Эделигионом. Эделиг пытался изгнать из своего королевства святого Киби. Но монах так устыдил короля, что тот вскоре выделил ему землю для двух церквей: Ллангиби-он-Уск и Лландивруир-ин-Эделигион. Его земли были присоединены к землям Кадока или его отцом Гвинлиу, если был жив на тот момент.